# UCI Gravel World Series
Les UCI Gravel World Series (ou Série Mondiale Gravel) sont un ensemble d'épreuves de gravel qui jalonnent une saison cycliste. Ces épreuves sont labellisées par l'union cycliste internationale (UCI) et permettent de se qualifier pour les championnats du monde de gravel.

## Historique
La première saison UCI Gravel World Series est courue en 2022, sur un ensemble de 12 épreuves qualificatives pour le pour point d'orgue de la saison, les premiers championnats du monde qui se désroulent les 8 et 9 octobre 2022 dans la région du Vénétie en Italie.
Pour la saison 2023, le calendrier s'agrandit avec 7 nouvelles épreuves,.
Au fil des saisons, et avec la possibilité de participer aux mondiaux, les Worlds Series attirent des professionnels de la route, souvent de manière épisodique.
En 2025, la saison est composée de 32 épreuves, auxquelles s'ajoutent les championnats d'Europe et du monde.

## Caractéristiques
Les épreuves doivent répondre à un format particulier, fixé par l'UCI, à savoir : 
- La distance de la course est de 50 kilomètres au minimum et de 200 kilomètres au maximum.
- Tous les types de chemins non goudronnés, tels que les chemins de terre, les chemins forestiers, les chemins de terre et les pavés, sont utilisés comme parcours.
- Les tronçons asphaltés ne doivent pas représenter plus de 20% de la distance totale.
- Les passages sur l'herbe et dans les prés doivent être évités.
- Les sections de single trail doivent être réduites au minimum et ne doivent être incluses dans le parcours que si elles sont nécessaires pour relier d'autres sections.

Il n'y a pas de restriction sur le type de vélo ou de guidon utilisé, mais les vélo à assistance électrique sont interdits.

## Calendrier 2025
La saison 2025 commence dès la fin octobre 2024, juste après les championnats du monde de Louvain. Le calendrier se compose de 34 épreuves : 
| Localisation          | Date                              | Nom                                            | Distances        |
| Asiago                | 13 octobre 2024                   | Championnats d'Europe                          | 51, 102 et 153km |
| Seymour               | 27 octobre 2024                   | Gravelista                                     | 95 et 135km      |
| Llucena               | 15 février 2025                   | Castellon Gravel Race                          | 85 et 97km       |
| Camboriú              | 9 mars 2025                       | UCI Gravel Brazil                              | 62 et 111km      |
| Turnhout              | 23 mars 2025                      | Turnhout Gravel                                | 72 et 144km      |
| Elvas Badajoz         | 29 mars 2025                      | 114 Gravel Race                                | 123km            |
| Velden am Wörther See | 6 avril 2025                      | Worthersee Gravel                              | 97 et 146km      |
| Monaco                | 20 avril 2025                     | Monaco Gravel Race                             | 120km            |
| Siniscola             | 25 avril 2025                     | Giro Sardegna Gravel                           | 72 et 122km      |
| Fayetteville          | 25 avril 2025                     | Highlands Gravel Classic                       | 86 et 109km      |
| Ontario               | 27 avril 2025                     | Paris to Ancaster                              | 70 et 110km      |
| Nuwerust Cederberg    | 2 mai 2025                        | The Ceder                                      | 65 et 144km      |
| Derby                 | 10 mai 2025                       | The Devils Cardigan                            | 106km            |
| Valkenburg            | 11 mai 2025                       | Marly Grav Race                                | 80 et 120km      |
| Nannup                | 17 mai 2025                       | Seven                                          | 85 et 125km      |
| Gatehouse of Fleet    | 17 mai 2025                       | The Gralloch                                   | 110km            |
| Aix-la-Chapelle       | 31 mai 2025                       | 3RIDES Gravel Race                             | 61,5 et 123km    |
| Jakuszyce             | 7 juin 2025                       | Gravel Adventur                                | -                |
| Blaavands             | 7 juin 2025                       | Gravel Challenge Blaavands Huk                 | 108 et 162km     |
| Hell's Gate           | 14 juin 2025                      | Safari Gravel Race                             | 100km            |
| Millau                | 15 juin 2025                      | Wish One Millau Grands Causses                 | 80 et 130km      |
| Vianden               | 21 juin 2025                      | Eislek Gravel Luxembourg                       | 72 et 120km      |
| Villars-sur-Ollon     | 28 juin 2025                      | Gravel Suisse                                  | 72 et 104km      |
| Singen                | 6 juillet 2025                    | Hegau Gravel Festival                          | 84 et 136km      |
| Roden                 | 12 juillet 2025                   | Gravel One Fifty                               | 85 et 150km      |
| Halmstad              | 16 août 2025                      | Gravel Grit ’n Grind                           | 104 et 133km     |
| Fubine                | 23 août 2025                      | Monsterrando                                   | 142km            |
| Windhoek              | 23 août 2025                      | Khomas100                                      | 160km            |
| Houffalize            | 30 août 2025                      | Houffa Gravel                                  | 68 et 110km      |
| Ruthin                | 6 septembre 2025/7 septembre 2025 | Graean Cymru                                   | 111km            |
| Mammoth Lakes         | 13 septembre 2025                 | Mammoth TUFF                                   | 113 et 145km     |
| Les Angles            | 13 septembre 2025                 | 66 Degrés Sud - Pyrénées Catalanes Gravel Tour | 70 et 100km      |
| Gérone                | 20 septembre 2025                 | Sea Otter Europe Girona                        | 129km            |
| Nice                  | -                                 | Championnats du monde                          | -                |